# Malacky
Malacky és una ciutat d'Eslovàquia. Es troba a la regió de Bratislava, és a 35 km de la ciutat de Bratislava, capital de la regió i del país.

## Demografia
| Godina             | 1994   | 2004   | 2014   | 2024   |
| ------------------ | ------ | ------ | ------ | ------ |
| Nombre de persones | 17.753 | 17.858 | 17.135 | 18.810 |
| Diferència         |        | +0,59% | −4,04% | +9,77% |

| Godina             | 2023   | 2024   |
| ------------------ | ------ | ------ |
| Nombre de persones | 18.804 | 18.810 |
| Diferència         |        | +0,03% |

## Ciutats agermanades
- Albertirsa, Hongria
- Szarvas, Hongria
- Veselí nad Moravou, República Txeca
- Żnin, Polònia
- Gänserndorf, Àustria
- Marchegg, Àustria

1. 1 2  «Počet obyvateľov podľa pohlavia - obce (ročne) [om7101rr_obce=AREAS_SK]».   Statistical Office of the Slovak Republic, 31-03-2025. [Consulta: 31 març 2025].